# Escudo de Ribadesella
El escudo del concejo asturiano de Ribadesella tiene por enseña un escudo partido en dos partes.
- En el primer cuartel partido, nos muestra una representación de la Cruz Asturiana de la Victoria.

- En el segundo cuartel partido, nos representa una embarcación, en recuerdo de aquellos barcos que salían antaño del puerto.

Al timbre corona real, abierta.
Este escudo fue el que representaron para el concejo los historiadores Bellmunt y Canella para la realización de su obra "Asturias", siendo utilizado actualmente por la corporación municipal, con el único cambio de la sustitución de la cartela por lambrequines, estando timbrado todo ello por una corona real abierta. 